# Gunnar Westman

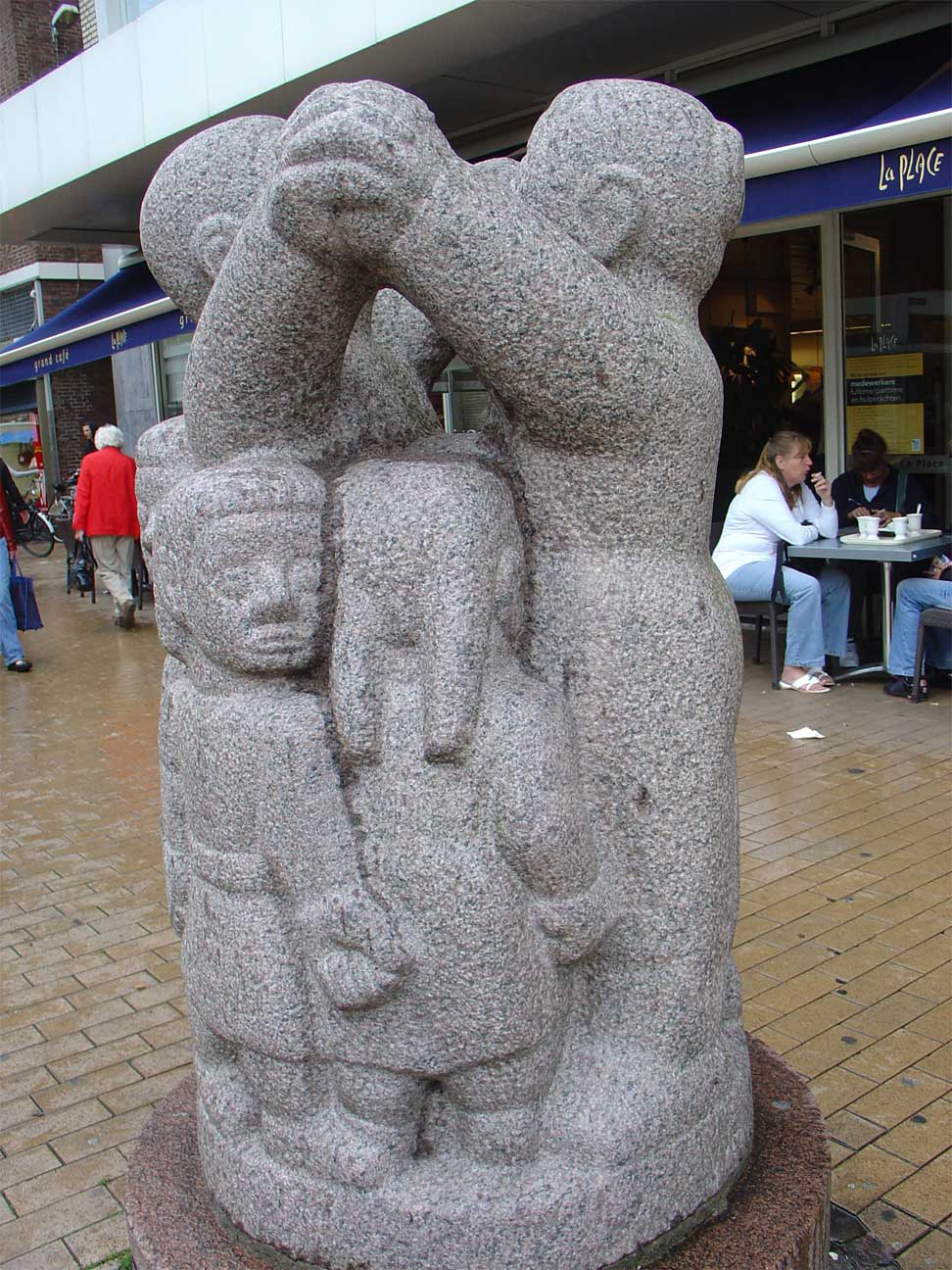
Bro Bro Brille (1958) i Groningen i Nederländerna.

Gunnar Millet Westman, född 11 februari 1915 i Frederiksberg, död 11 april 1985, var en dansk skulptör.

## Biografi
Gunnar Westman var son till den svenskfödde konstnären Emil Gustaf Westman (1894-1934) och den danska konstnären Agnes Carloine Mortensen. Pappan var grundare av konstnärsgruppen Koloristerne. Sonen Gunnar utbildade sig först till silversmed hos guldsmedsföretaget A. Dragsted i Köpenhamn och genomförde därefter en studieresa till Stockholm och Norge 1935, innan han studerade en kortare tid vid Teknisk Skole på Frederiksberg för att därefter fortsätta sina studier i skulptur för Einar Utzon-Frank på Kunstakademiets Bildhuggerskole i Köpenhamn 1938–1942. Under andra världskriget vistades Westman 1943–1945 som flykting i Stockholm och passade då på att praktisera i Bror Hjorths gamla ateljé utanför Uppsala. Före kriget vistades han sex månader i Italien och efter kriget blev det studieresor till bland annat Paris (1949), Norge (1950), Grekland (1957) och Nordafrika.
Westman var starkt influerad av sina tidiga vistelser i Sverige, där han arbetat som silversmed. Särskilt påverkad var han av Döderhultarns snidade träfigurer och senare av Bror Hjorths verksamt svensk allmogekonst. Westman utvecklade en enkel, stiliserad form, och gjorde ofta skulpturer av barn och djur varav många av hans verk är polykroma. Bland annat utförde han två stora träskulpturer till den Danska avdelningen vid världsutställningen i New York 1964-1965. Separat ställde han bland annat ut på auktionsfirman Kunsthallen i Köpehamn 1949, Athenæum i Köpehamn 1953, Esbjerg Kunstforening 1955, Kunstforeningen i Köpenhamn, Oslo, Sønderjyllands Kunstmuseum 1984 och tillsammans med sin fru genomförde han en utställning i Köpenhamn 1949 och en gemensam retrospektiv utställning i Köpenhamn 1962. Han medverkade i en lång rad utställningar på Charlottenborg och i Stockholm var han representerad i utställningen Konstnärer i landsflykt som visades på Liljevalchs konsthall 1944. Han debuterade i utställningssammanhang på Den fries forårsudstilling 1935, Kunstnernes Efteraarsudstilling 1937–1938, 1941 och 1943, och medverkade i utställningen Utzon- Frank og hans Elever som visades på Charlottenborg 1943, Painting and Sculpture som visades på Glasgows museum och han var inbjuden som gästutställare på konstnärsgruppen Grønningens utställning 1945 och 1948. En retrospektiv utställning visades 1962 av Danska konstföreningen. 
Han var medlem av konstnärsföreningen Grønningen mellan 1950 och 1965 samt av Corner från 1966 till 1985 och gästprofessor vid Det Kongelige Danske Kunstakademi 1973.
Westman tilldelades Eckersbergmedaljen 1967 och Thorvaldsenmedaljen 1975. Han var från 1942 gift med grafikern Karen Eppenstein (1916-1970). Paret hade barnen skulptören Bror Westman (född 1943) och skulptören, grafikern och målaren Inge Lise Westman (född 1945). Han gifte om sig med läraren Agnes Elisabeth Schülein 1978. Westman är begravd på Grønholt kirkegård i Fredensborg. Westman är representerad vid bland annat Statens museum for kunst, Designmuseum Danmark i Köpenhamn, Louisiana, Åbenrå museum och Horsens Museum.

## Offentliga verk i urval
- Katten, Tivoli i Köpenhamn
- Gøgeungen, cemnet 1949, samt granit, rest 1963, Sofiendalsskolen i Ålborg
- Børnehaven, sandsten, 1948, Horsens museum
- Skjorten, brons, 1956, Grenå gymnasium
- Bro, bro, brille, konststen, 1960, Ridefogedveien/Thorsens Allé i Ålborg samt i granit, 1958, torget i Groningen i Nederländerna
- Kalkun, keramik, 1960, Tingbjerg, Köpenhamn
- Orm og Tyr, keramik, 1963, Krogerup Højskole
- Sneugle, keramik, 1968, korsningen Fredriksborgsveijen-Tuborgveien i Köpenhamn
- Påfuglen, lekskulptur i trä, 1977, Nikolaj Plads, Köpenhamn
- Den toppede høne, 1981, Grantofteskolen i Ballerup